# Mers-les-Bains
Mers-les-Bains è un comune francese di 3 176 abitanti situato nel dipartimento della Somme nella regione dell'Alta Francia.

## Società

### Evoluzione demografica
Abitanti censiti